# William Carington
Sir William Henry Peregrine Carington (28 luglio 1845 – 7 ottobre 1914) è stato un politico e ufficiale inglese.

## Biografia
Carington era il secondo figlio di Robert Carrington, II barone Carrington, e della sua seconda moglie, Charlotte Augusta Annabella, figlia di Peter Drummond-Burrell, XXII barone Willoughby. Studiò presso l'Eton. 

## Carriera
Servì nei Grenadier Guards, raggiungendo il grado di tenente colonnello. Combatté nella campagna d'Egitto del 1882.
Fu eletto deputato per il collegio di Wycombe (1868-1883) e venne eletto Groom in Waiting della regina Vittoria (1880-1882), Master of the Buckhounds (1883-1884), scudiero della regina Vittoria (1881-1901) e di Edoardo VII (1901-1910). Fu anche controllore e tesoriere per il principe di Galles (in seguito re Giorgio V) dal 1901.
Nel 1910 divenne membro del Consiglio privato.

## Matrimonio
Sposò, il 23 settembre 1871, Juliet Warden (?-6 novembre 1913), figlia di Francis Warden. Non ebbero figli.

## Morte
Morì il 7 ottobre 1914, a 69 anni.

## Ascendenza
|                                                          |                                |                                                      | Genitori                                          |  |  | Nonni |  |  | Bisnonni   |  |  | Trisnonni  |  |
|                                                          |                                |                                                      |                                                   |  |  |       |  |  | Abel Smith |  |  | Abel Smith |  |
|                                                          |                                |                                                      |                                                   |  |  |       |  |  | Abel Smith |  |  | Abel Smith |  |
|                                                          |                                | Jane Beaumont                                        |                                                   |  |  |       |  |  | Abel Smith |  |  |            |  |
| Robert Smith, I barone Carrington                        |                                |                                                      |                                                   |  |  |       |  |  | Abel Smith |  |  |            |  |
|                                                          |                                | Mary Bird                                            | Thomas Bird                                       |  |  |       |  |  |            |  |  |            |  |
|                                                          |                                | Mary Bird                                            | Thomas Bird                                       |  |  |       |  |  |            |  |  |            |  |
|                                                          |                                | Mary Bird                                            | Elizabeth Martyn                                  |  |  |       |  |  |            |  |  |            |  |
| Robert Carrington, II barone Carrington                  |                                | Mary Bird                                            |                                                   |  |  |       |  |  |            |  |  |            |  |
|                                                          |                                | Lewyns Boldero-Barnard                               | Edward Gale Boldero                               |  |  |       |  |  |            |  |  |            |  |
|                                                          |                                | Lewyns Boldero-Barnard                               | Edward Gale Boldero                               |  |  |       |  |  |            |  |  |            |  |
|                                                          |                                | Lewyns Boldero-Barnard                               | Mary Lewyns                                       |  |  |       |  |  |            |  |  |            |  |
| Anne Boldero-Barnard                                     |                                | Lewyns Boldero-Barnard                               |                                                   |  |  |       |  |  |            |  |  |            |  |
|                                                          |                                | Anne Popplewell                                      | William Popplewell                                |  |  |       |  |  |            |  |  |            |  |
|                                                          |                                | Anne Popplewell                                      | William Popplewell                                |  |  |       |  |  |            |  |  |            |  |
|                                                          |                                | Anne Popplewell                                      | Mercy Bromehead                                   |  |  |       |  |  |            |  |  |            |  |
| William Carington                                        |                                | Anne Popplewell                                      |                                                   |  |  |       |  |  |            |  |  |            |  |
|                                                          | Peter Burrell, I barone Gwydyr | Peter Burrell                                        |                                                   |  |  |       |  |  |            |  |  |            |  |
|                                                          | Peter Burrell, I barone Gwydyr | Peter Burrell                                        |                                                   |  |  |       |  |  |            |  |  |            |  |
|                                                          | Peter Burrell, I barone Gwydyr | Elizabeth Lewis                                      |                                                   |  |  |       |  |  |            |  |  |            |  |
| Peter Drummond-Burrell, XXII barone Willoughby de Eresby | Peter Burrell, I barone Gwydyr |                                                      |                                                   |  |  |       |  |  |            |  |  |            |  |
|                                                          |                                | Priscilla Bertie, XXI baronessa Willoughby de Eresby | Peregrine Bertie, III duca di Ancaster e Kesteven |  |  |       |  |  |            |  |  |            |  |
|                                                          |                                | Priscilla Bertie, XXI baronessa Willoughby de Eresby | Peregrine Bertie, III duca di Ancaster e Kesteven |  |  |       |  |  |            |  |  |            |  |
|                                                          |                                | Priscilla Bertie, XXI baronessa Willoughby de Eresby | Mary Panton                                       |  |  |       |  |  |            |  |  |            |  |
| Charlotte Drummond-Willoughby                            |                                | Priscilla Bertie, XXI baronessa Willoughby de Eresby |                                                   |  |  |       |  |  |            |  |  |            |  |
|                                                          |                                | James Drummond, I barone Perth                       | James Drummond                                    |  |  |       |  |  |            |  |  |            |  |
|                                                          |                                | James Drummond, I barone Perth                       | James Drummond                                    |  |  |       |  |  |            |  |  |            |  |
|                                                          |                                | James Drummond, I barone Perth                       | Rachel Bruce                                      |  |  |       |  |  |            |  |  |            |  |
| Sarah Drummond                                           |                                | James Drummond, I barone Perth                       |                                                   |  |  |       |  |  |            |  |  |            |  |
|                                                          |                                | Clementina Elphinstone                               | Charles Elphinstone, X lord Elphinstone           |  |  |       |  |  |            |  |  |            |  |
|                                                          |                                | Clementina Elphinstone                               | Charles Elphinstone, X lord Elphinstone           |  |  |       |  |  |            |  |  |            |  |
|                                                          |                                | Clementina Elphinstone                               | Clementina Fleming                                |  |  |       |  |  |            |  |  |            |  |
|                                                          |                                | Clementina Elphinstone                               |                                                   |  |  |       |  |  |            |  |  |            |  |